# Type 59
De Type 59 is een tank van Chinese makelij. Feitelijk is de tank een kopie van de Sovjet T-54A middelzware tank. 
De eerste voertuigen zijn werden in 1958 geproduceerd en in 1959 in dienst genomen. Serieproductie van deze tank begon in 1963. Meer dan 10.000 tanks van dit type werden tot 1985 geproduceerd, waarvan er ongeveer 5.500 bij het Chinese volksbevrijdingsleger dienden. De tank diende als de basis van Chinese pantsereenheden tot vroeg in de jaren 2000. In 2002 waren er naar schatting nog 5.000 Type 59-I en Type 59-II varianten in gebruik. De Chinezen baseerden verscheidene recentere ontwerpen, zoals Type 69 en Type 79, op Type 59.

## Geschiedenis

### Productiegeschiedenis
Na het ondertekenen van het Chinese-Sovjet verdrag van vriendschap, alliantie en wederzijdse hulp, stemden de Sovjets in 1956 in om te China helpen met het opzetten van een tankfabriek om de T-54A tank te produceren. Eerst werden de tanks gebouwd met onderdelen van Sovjet oorsprong, die geleidelijk vervangen werden met in China gemaakte onderdelen. De tank werd in 1959 in dienst genomen door het Chinese volksbevrijdingsleger onder de aanduiding Type 59.
Door de jaren heen werd de Type 59 verbeterd met verschillende Chinese en westerse technologieën. Toen het volksbevrijdingsleger tijdens het Chinees-Sovjet-Russisch conflict in 1969 een T-62 tank van de Sovjets buitmaakte werden er verbeteringen van de T-62 toegepast aan het Type 59 ontwerp. De tank die hieruit ontstond werd aangeduid als de Type 69. Deze werd later verder verbeterd met westerse technologieën waaruit de Type 79 ontstond. 
De aanduiding van de Type 59 van de fabrikant is WZ-120. Meer dan 10.000 eenheden van deze tank zijn tussen 1969 en halverwege de jaren 80 geproduceerd. De Type 59 en zijn opvolger, de Type 69, zijn in grote aantallen geëxporteerd. De Type 59 wordt bij het Chinese volksbevrijdingsleger vervangen door de modernere Type 96 en Type 99 tanks.

### Operationele inzet
Het eerste conflict waar de Type 59 werd ingezet was de Vietnamoorlog, waar Noord-Vietnam honderden van deze tanks inzette tegen de Amerikanen en Zuid-Vietnamezen. Tanks van het Type 59 vochten tegen Amerikaanse tanks zoals de M41 Walker Bulldog en de M48 Patton. Tijdens de Vietnamoorlog had de Type 59 en de vergelijkbare Sovjet tank, de T-54, die ook breed werd ingezet door Noord-Vietnam, enigszins succes tegen vijandige pantservoertuigen. De meeste verliezen van pantservoertuigen van de VS en Zuid-Vietnam werden aangericht door infanterie-eenheden met antitankwapens zoals de RPG-7 en niet door Noord-Vietnamese tanks.

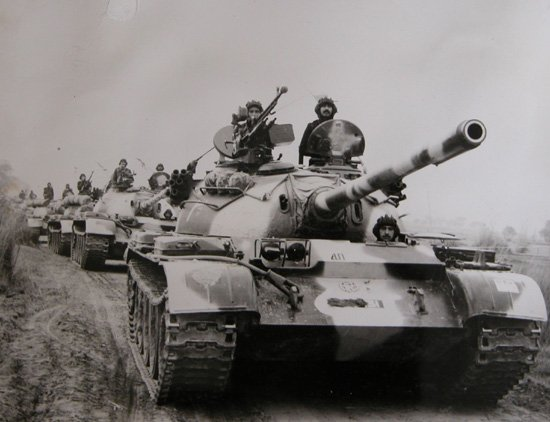
Pakistaanse Type 59 tanks tijdens de Indiaas-Pakistaanse Oorlog van 1971

De Type 59 werd ook ingezet tijdens de Indiaas-Pakistaanse Oorlog van 1971 tijdens de slag om Longewala en de slag om Chamb, waar Pakistaanse Type 59 tanks tegen Indiase T-54 en T-55 tanks vochten.
Na de Vietnamoorlog was de Chinees-Vietnamese Oorlog de grootste inzet van Type 59 tanks. China gebruikte bijna 300 Type 59, Type 62, en Type 63 tanks en pantservoertuigen in dit conflict tegen hun voormalige bondgenoot. 48 van deze voertuigen zijn in dit conflict verloren. De tanks van het 42ste tank korps, dat verantwoordelijk was voor het afsnijden van de Noord-Vietnamese stad Cao Bằng, leidde de zwaarste verliezen en vorderde slechts 30 kilometer in 3 dagen. De slechte prestatie van tanks en pantservoertuigen in deze slag waren te wijten aan het heuvelachtige terrein een groot deel van Noord-Vietnam. Het was ongeschikt voor gemechaniseerde oorlogsvoering, net als in Korea tijdens de Koreaoorlog. De lichtere pantservoertuigen zoals de Type 62 lichte tank (een lichtere variant van de Type 59 die voornamelijk in een verkenningsrol werd ingezet) werden ook als ontoereikend beoordeeld omdat ze kwetsbaar waren voor lichte antitankwapens zoals antitankgranaten. 
Iran ontving 300 Type 59 tanks van Noord-Korea en China tijdens de Iran-Irakoorlog. Ze werden ingezet door het normale leger en de Iraanse revolutionaire garde. De T-72 bleek stukken beter te zijn dan de Chinese tank. Aan de andere kant ontving Irak 1.000 Type 59 tanks van China. De Irakese Type 59 tanks werden later gebruikt tijdens de Golfoorlog van 1990-1991.
Soedan gebruikte Type 59 tanks tijdens de Tweede Soedanese Burgeroorlog. Vijf tanks gingen verloren aan het Soedanese volksbevrijdingsleger bij Yei in maart van 1997.
Type 59 tanks werden gebruikt door de Chinese overheid bij het hardhandig neerslaan van het Tiananmenprotest in 1989. Een kolom van deze tanks werd door een onbekende man, die bekend werd als Tankman, tegengehouden op het Tiananmenplein.
De Type 59 tanks van de Zaïrese speciale presidentiële divisie werden in beperkte maten ingezet tegen rebellen van de alliantie van democratische krachten in 1998.